# Dimitrios Thanópulos
Dimitrios Thanópulos (Arcadia, Grecia, 2 de agosto de 1959) es un deportista griego retirado especialista en lucha grecorromana donde llegó a ser subcampeón olímpico en Los Ángeles 1984.

## Carrera deportiva
En los Juegos Olímpicos de 1984 celebrados en Los Ángeles ganó la medalla de plata en lucha grecorromana de pesos de hasta 82 kg, tras el luchador rumano Ion Draica (oro) y por delante del sueco Sören Claeson (bronce).